# Protectorado de Adén
El protectorado de Adén (en árabe, محمية عدن, transliterado Maḥmiyyat ʿAdan) fue un protectorado británico en el sur de Arabia que comprendía los alrededores de la Colonia de Adén como zona de protección de Adén, puerto conquistado por los británicos en 1839 y convertido en base antipiratería, y que continuó en sus manos hasta la década de los 60. Por motivos administrativos fue dividida en Protectorado Occidental y Protectorado Oriental. Actualmente este territorio forma parte de la República de Yemen.

## Historia

### Acuerdos informales
Lo que se conoció como Protectorado de Adén surgió inicialmente mediante acuerdos informales de protección con las nueve tribus asentada en el hinterland de la ciudad portuaria de Adén:
- Lahij (Abdali)
- Alawi
- Dhala (Amiri)
- Aqrabi
- Aulaqi
- Fadhli
- Haushabi
- Subeihi
- Yafa

La expansión británica en la zona fue diseñada para asegurar el importante puerto, que era, en aquel momento, gobernado por la India británica. Desde 1874, estos acuerdos de protección existieron con la aceptación tácita del Imperio otomano que mantenía la suzeranía sobre Yemen y sus gobiernos se conocían colectivamente como las "Nueve Tribus" o los "Nueve Cantones". 

### Tratados formales de protección
Comenzando con el tratado formal de protección con el sultanato de Qishn y Socotora en Hadramaut el año 1886, Gran Bretaña inició una lenta formalización de acuerdos de protección que incluyeron más de 30 tratados de protectorado, firmándose el último en 1954. Estos tratados, junto con acuerdos menores, crearon el Protectorado de Adén que se extendía desde el este de la ciudad de Adén hasta Hadramaut y comprendía todo el territorio de lo que sería posteriormente Yemen del Sur, con la excepción de las inmediaciones más próximas y el puerto de la capital colonial, la ciudad de Adén, que junto con algunas islas cercanas formaban lo que se conocía como Colonia de Adén, el único territorio donde no existía jurisdicción de los gobernantes locales. A cambio de la protección británica, los líderes de los territorios comprendidos en el Protectorado acordaron no negociar, ni ceder territorios a ninguna otra potencia extranjera. 
En 1917, el control del Protectorado de Adén fue transferido del Gobierno de la India, que había heredado los intereses de la Compañía Británica de las Indias Orientales en varios estados principescos que se encontraban estratégicamente situados en la importante ruta naval de Europa hacia la India, al Foreign Office en Londres. Por motivos administrativos, el protectorado se dividió de manera informal en Protectorado Oriental (con su propio funcionario político, que era un delegado británico emplazado en Mukalla en la región de Qu'aiti desde 1937 hasta aproximadamente 1967) y Protectorado Occidental (con su propio funcionario político emplazado en Lahij desde el 1 de abril de 1937 hasta 1967), con lo que se conseguía cierta separación en la administración.
En 1928, los británicos establecieron el Mando de Adén, bajo órdenes de la Royal Air Force, para preservar la seguridad del Protectorado. Fue renombrado como Fuerzas Británicas de Adén en 1936 y más tarde conocido como Fuerzas Británicas de la Península arábiga y posteriormente Mando de Oriente Medio (Adén).
El Protectorado Oriental  (ca. 230.000 km²) incluía las siguientes entidades (la mayoría en la región de Hadramaut):
- Kathiri
- Mahra
- Qu'aiti
- Wahidi Balhaf
- Wahidi Bir Ali
- Wahidi Haban

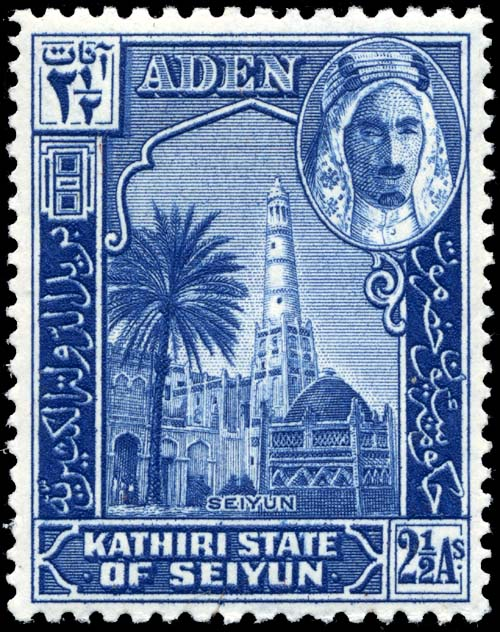
Sello postal del estado de Kathiri del Protectorado de Adén, 1942.

El Protectorado Occidental (ca. 55.000 km²) incluía:
- Alawi
- Aqrabi
- Audhali
- Beihan
- Dathina
- Dhala
- Fadhli
- Haushabi
- Lahij
- Bajo Aulaqi
- Baja Yafa
- Qutaibi (dependiente de Dhala)
- Shaib
- Emirato del Alto Aulaqi
- Sultanato del Alto Aulaqi
- Los cinco emiratos de Alta Yafa:
  - Busi
  - Dhubi
  - Hadrami
  - Maflahi
  - Mausatta
- Sultanato de Alta Yafa

Las fronteras entre estos estados e incluso su número fluctuaron con el tiempo. Algunos de éstos, como el Sultanato de Mahra apenas tenía administración real. No se incluían en el protectorado la Colonia de Adén y las islas de Perim, Kamaran y Kuria Muria que se consideraban parte de esta colonia.

### Tratados consultivos
En 1938, Gran Bretaña firmó un tratado consultivo con el sultán de Qu'aiti y, a lo largo de los años 1940 y 1950, firmaron tratados similares con otros doce estados integrantes del protectorado. Estos son aquellos estados con tratados consultivos:
Estados del Protectorado Oriental
- Kathiri
- Mahra
- Qu'aiti
- Wahidi Balhaf

Estados del Protectorado Occidental
- Audhali
- Beihan
- Dhala
- Haushabi
- Fadhli
- Lahij
- Bajo Aulaqi
- Baja Yafa
- Emirato del Alto Aulaqi

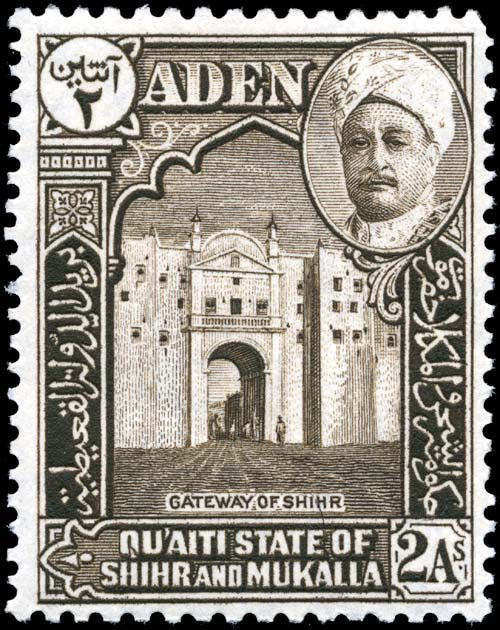
Sello postal del estado de Qu'aiti del Protectorado de Adén, 1942.

Estos acuerdos permitían el emplazamiento de un consejero británico residente en los estados firmantes que daba a los británicos una posición de enorme grado de control sobre sus asuntos internos. Esto racionalizó y estabilizó el estatus de los gobernantes locales, así como sus leyes de sucesión, pero osificó su liderazgo y fomentó la corrupción pública. Los bombardeos aéreos y castigos colectivos fueron usados contra tribus disidentes para apoyar a los gobiernos de los estados aliados de los británicos. La protección británica comenzó a ser vista como un obstáculo hacia el progreso, vista reforzada por las noticias del nacionalismo árabe que llegaban a la zona a través de las recién introducidas radio transistores.

### Desafío alstatu quo
El control británico también se veía desafiado por el rey Ahmad bin Yahya de Yemen desde el norte que no reconocía la soberanía británica en Arabia del Sur y tenía ambiciones de crear un unificado Gran Yemen. A finales de los años 1940 y principios de los 1950, Yemen se vio envuelto en una serie de escaramuzas fronterizas a lo largo de la disputada Línea Violeta, frontera demarcada en el Convenio anglo-otomano de 1914 que separaba el Reino de Yemen del Protectorado de Adén.  
En 1950, Kennedy Trevaskis, el Consejero del Protectorado Occidental diseñó un plan para que los estados del Protectorado formaran dos federaciones correspondiente a ambas mitades del Protectorado. Aunque se hicieron pocos progresos para llevar a cabo el plan, fue considerado como una provocación por Ahmad bin Yahya. Además, el rey Ahmad bin Yahya era imán de los zaidíes, rama yemení del chiismo. Temía que el éxito de una federación de estados suníes shafíes sirviera de guía a los descontentos shafíes que vivía en las regiones costeras del reino de Yemen. Para contrarrestar esta amenaza, Ahmad intensificó los esfuerzos yemeníes por minar el control británico y, a mediados de la década de 1950, apoyó una serie de revueltas realizadas por tribus descontentas contra los estados del protectorado. Las revueltas se limitaron inicialmente al protectorado pero debido a la creciente cercanía entre Yemen y el popular presidente nacionalista de Egipto Gamal Abdel Nasser y la formación de los Estados Árabes Unidos aumentaron su importancia.

### Federación y final del Protectorado
Adén había sido de interés a Gran Bretaña como base para conectar la India Británica y posteriormente, con la pérdida de la mayoría de colonias británicas a partir de 1945 y la desastrosa Crisis de Suez en 1956, era un puerto valioso para acceder al crucial petróleo de Oriente Medio, por eso fue elegido como localización para el nuevo Mando de Oriente Medio. 
La presión nacionalista condujo a los amenazados gobernantes locales del Protectorado de Adén a reavivar los esfuerzos para formar una federación y el 11 de febrero de 1959, seis de ellos firmaron un acuerdo para la creación de la Federación de Emiratos Árabes del Sur. En los siguientes tres años , se les unieron otros nueve y, el 18 de enero de 1963, la Colonia de Adén se fusionó con la federación creando la nueva Federación de Arabia del Sur. Al mismo tiempo, los estados (mayoritariamente del este del país) que no se había unido a la federación se convirtieron en el Protectorado de Arabia del Sur, marcando así el final de la existencia del Protectorado de Adén.

### Emergencia de Adén
El 10 de diciembre de 1963, se declaró el estado de emergencia en el Protectorado de Adén. 
La emergencia fue precipitada en gran parte por la ola de nacionalismo árabe que se había desarrollado en la Península arábiga derivada de las doctrinas socialistas y panarabistas del líder egipcio Gamal Abdel Nasser. El intento de invasión de Egipto por fuerzas británicas, francesas e israelíes condujo a la nacionalización en 1956 del Canal de Suez, forzando a la retirada de estas tropas con colaboración de Estados Unidos y la Unión Soviética.
En cualquier caso, Nasser había obtenido un limitado éxito en la expansión de sus doctrinas panarabistas en el Mundo Árabe, especialmente después del fracaso de la unificación de Egipto y Siria en la República Árabe Unida en apenas 3 años desde su fundación. Sin embargo, la lucha anticolonialista en Adén en 1963 proporcionaba una oportunidad potencial para sus doctrinas nacionalistas. No se conoce con exactitud el grado de implicación de Nasser en las revueltas en Adén, pero puede que sirvieran de inspiración a la guerrilla yemení. 
En 1963 y en los años siguientes, los grupos guerrilleros antibritánicos que tenía variados objetivos políticos comenzaron a fusionarse en dos grandes organizaciones rivales: el Frente Nacional de Liberación (FNL) apoyado por Egipto y el Frente para la Liberación del Yemen del Sur Ocupado (FLYSO), los cuales se atacaban uno a otro tanto como lo hacían a los británicos.
En 1965, en la base aérea Khormaksar de la RAF operaban nueve escuadrones. Estas incluían también unidades de transporte con helicópteros y los Hawker Hunter para ataques a tierra. Estos fueron usados para realizar incursiones contra posiciones lanzando bombas RP-3 y utilizando los cañones de 30 mm Aden.  
Se produjeron numerosos ataques importantes, como la batalla del cráter que hicieron popular al teniente coronel Colin Campbell Mitchell (también conocido como "Mad Mitch"). El 20 de junio de 1967 hubo un motín en el Ejército de la Federación de Arabia del Sur, que se expandió también a la policía. El orden fue restablecido por los británicos, especialmente por los esfuerzos del 1.er Batallón de Highlanders de Argyll y Sutherland, bajo el mando del teniente coronel Mitchell. 
En cualquier caso, se produjeron nuevos ataques mortales contra las fuerzas británicas particularmente dirigidos por el FNL, que finalizaron con la evacuación británica de Adén a finales de noviembre de 1967, antes de lo que había planeado el primer ministro británico Harold Wilson y sin un acuerdo para el traspaso de poderes. Sus enemigos del FNL aprovecharon para hacerse con el poder.